# Stadion Lachen
Das Stadion Lachen ist ein Fussballstadion mit Leichtathletikanlage in der Schweizer Stadt Thun im Kanton Bern. Es war von 1954 bis 2011 die Heimspielstätte des Fussballvereins FC Thun. Die American-Football-Club Thun Tigers (Liga A) trägt seine Partien im Stadion Lachen aus.

## Lage
Aufgrund seiner Lage am Thunersee im Süden der Stadt Thun und vor dem Panorama der Berner Alpen gilt es als eines der am schönsten gelegenen Stadien Europas.

## Geschichte

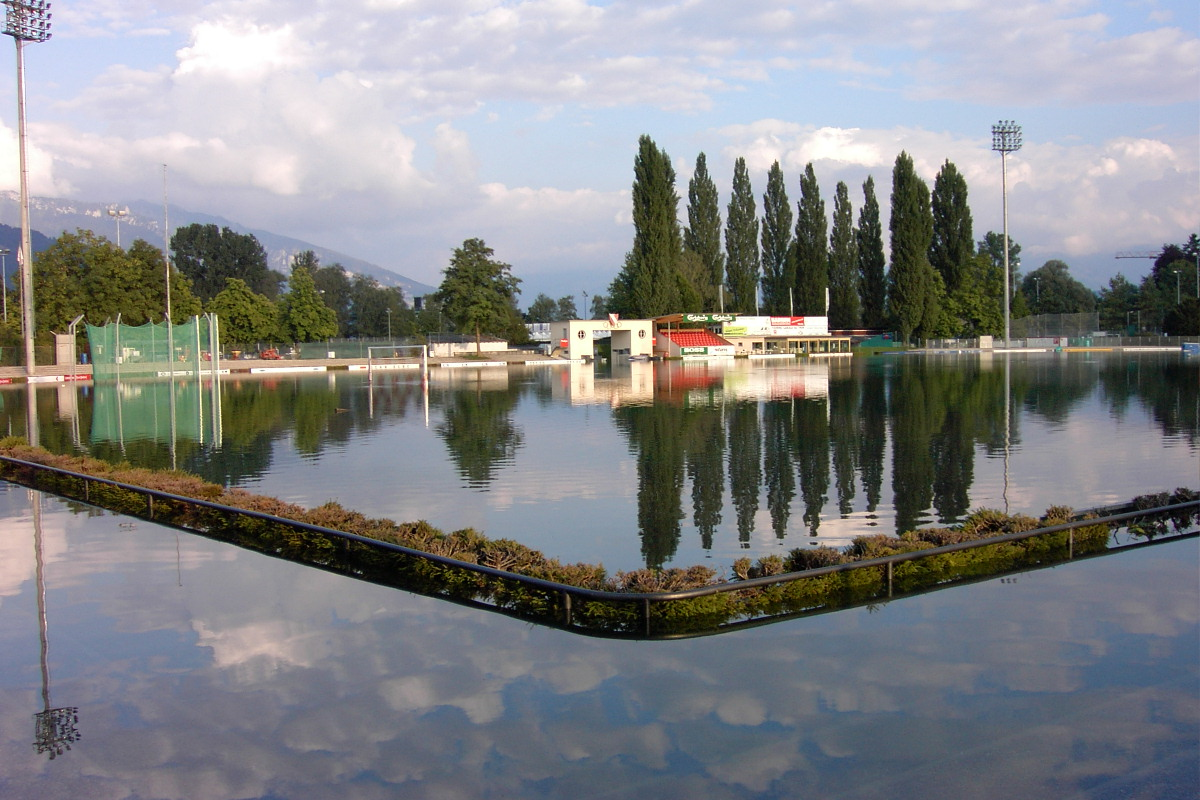
Das Stadion Lachen während des Hochwassers im August 2005

Das Stadion bietet seit der Eröffnung 1954 insgesamt 9'375 Zuschauern Platz, davon rund 7'681 Stehplätze. Nebst Fussball kann im Stadion auch Leichtathletik betrieben werden.
Der FC Thun durfte seine Heimspiele der UEFA Champions League 2005/06 nicht im Lachenstadion austragen, da die Anlage nicht den Anforderungen der UEFA entsprach. Deshalb mussten die Partien ins Berner Stade de Suisse verlegt werden. Im Herbst 2005 wurde das Lachenstadion durch das Alpenhochwasser 2005 stark in Mitleidenschaft gezogen und vollständig überflutet.

### Besucherrekord
In der Saison 2003/04, beim Heimspiel gegen den FC Basel, hatten die Basler mit einem Sieg die Möglichkeit den Meistertitel frühzeitig zu gewinnen. Dieses Spiel lockte unzählige Basler aber auch sehr viele Thuner in das Lachenstadion. Mit offiziellen 10'200 Fans wurde die Infrastruktur des alten Lachenstadions auf die Probe gestellt. Die Basler gewannen das Spiel mit 2:0 und in Thun entbrannte eine Meisterfeier. Bereits nach 70 Minuten zogen die Basler eine Polonaise rund um die 400-m-Bahn auf. Nach dem verfrühten Schlusspfiff stürmten die Basler-Fans das Spielfeld und beschädigten den Rasen, die Tore und weiteres Inventar des Stadions.

## Auszug des FC Thun
2010 begann man in Thun mit dem Bau der Arena Thun (heute: Stockhorn Arena), in dem der FC Thun seit der Saison 2011/12 spielt.